# جورج ميراندا دوس سانتوس
جورج ميراندا دوس سانتوس هو لاعب كرة قدم برازيلي، ولد في 24 يونيو 1977 في باهيا في البرازيل. لعب مع نادي أكاديميكا كويمبرا ونادي فيتوريا سيتوبال ونادي فيروفياريا ونادي كورينثيانس ألاغوانو ونافال.

## وصلات خارجية
- جورج ميراندا دوس سانتوس على موقع قاعدة بيانات كرة القدم.إي يو (الإنجليزية)